# Moritz Ege
Moritz Ege (* 1978) ist ein deutscher Volkskundler.

## Leben
Nach dem Studium 2002/2003 (American Civilization, Modern Culture and Media) an der Brown University war er von 2006 bis 2007 wissenschaftliche Hilfskraft und wissenschaftlicher Mitarbeiter am Institut für Sächsische Geschichte und Volkskunde, Dresden. Nach dem Studium 1999–2005 (Magister Artium, mit Auszeichnung) der Europäische Ethnologie, Philosophie, Amerikanistik an der Humboldt-Universität zu Berlin war er von 2010 bis 2015 wissenschaftlicher Mitarbeiter, dann wissenschaftlicher Assistent/Akademischer Rat am Institut für Volkskunde/Europäische Ethnologie (heute: Institut für Empirische Kulturwissenschaft und Europäische Ethnologie) der Ludwig-Maximilians-Universität München. Nach der Promotion 2011 am Institut für Europäische Ethnologie der Humboldt-Universität zu Berlin war er von 2015 bis 2021 Professor (W2) für Kulturanthropologie/Europäische Ethnologie an der Universität Göttingen. Seit 2021 ist er Professor für Populäre Kulturen / Empirische Kulturwissenschaft am ISEK – Institut für Sozialanthropologie und Empirische Kulturwissenschaft der Universität Zürich.
Seine Forschungsinteressen sind ethnografisch-kulturanalytische Stadtforschung, Cultural Studies und Conjunctural Analysis, Kulturanalyse politischer Situationen, Kulturen sozialer Ungleichheit, Popkultur und kulturelle Aneignungsprozesse, politische Bewegungen und Gegenkulturen, materielle Kultur/Sachkultur, Alltagsökonomien und Ethik und Ethnisierung.

## Schriften (Auswahl)
- Schwarz werden. „Afroamerikanophilie“ in den 1960er und 1970er Jahren. Bielefeld 2007.
- „Ein Proll mit Klasse.“ Mode, Popkultur und soziale Ungleichheiten unter jungen Männern in Berlin. Frankfurt am Main 2013.
- Moritz Ege and Alexander Gallas: The Exhaustion of Merkelism: A Conjunctural Analysis. In: New formations : a journal of culture, theory, politics. Nr. 96-97. Lawrence Wishart, 1. März 2019, ISSN 0950-2378, S. 89–131, doi:10.3898/NEWF:96/97.04.2019.